# Manfred Brümmer
Manfred Brümmer (* 20. Juli 1947 in Stavenhagen; † 7. Juli 2021) war ein deutscher Autor, Schauspieler und Dramaturg. Seine Werke und Arbeiten erschienen vorwiegend in niederdeutscher Sprache.

## Leben
Brümmer besuchte die Grundschule in Stavenhagen und ab 1957 die Zentralschule Zettemin im Kreis Malchin. Von 1959 bis 1965 war er Schüler der Oberschule im Internat Seewalde im Kreis Neustrelitz. Es schloss sich eine Forstwirtschaftslehre in Güstrow an, wonach Brümmer als Forstwirt arbeitete. Daneben absolvierte er ein Fernstudium zum Lehrmeister und war nach dessen Abschluss in der Berufsausbildung aktiv. Zusätzlich absolvierte Brümmer eine in der DDR staatlich anerkannte künstlerische Ausbildung als Kabarettist.
Am 8. Juli 2021 gab der Norddeutsche Rundfunk bekannt, dass Brümmer in der vorherigen Nacht gestorben sei.

## Theater
1975 begann er als Schauspieler am Mecklenburgischen Staatstheater in Schwerin zu arbeiten. Brümmer wurde an diesem Theater in der Folge Direktor der Fritz-Reuter-Bühne, der plattdeutschen Sparte des Theaters (1983–1988) und deren Dramaturg (1988–2012).
In seiner Zeit am Theater war Brümmer Verfasser mehrerer plattdeutscher Theaterstücke. Zudem hat er mehr als zwanzig plattdeutsche Übersetzungen vorgelegt, darunter Die Mausefalle von Agatha Christie. Des Weiteren war Manfred Brümmer der Librettist des Musicals Revolutschion in Pümpelhagen, zu dem Helmut Frommhold die Komposition beisteuerte.
Mit Bezug zum Film Dinner for One schrieb Brümmer 1999 das Drehbuch für die niederdeutsche Version (Dinner up Platt), welche an der Fritz-Reuter-Bühne Schwerin von Wilhelm Wieben, Marga Heiden und Eberhard Bremer aufgeführt und vom Norddeutschen Rundfunk aufgezeichnet wurde.
2012 und
2013 führte er Regie bei den Stücken Rose Bernd und Faust an der Niederdeutschen Bühne Flensburg.
Als Reaktion auf seinen Tod wurden in der Spielzeit 2021/22 gleich drei verschiedene Theaterstücke in der Fassung Manfred Brümmers von der Fritz-Reuter-Bühne des Mecklenburgischen Staatstheaters aufgeführt: Bastian un Babara, Rose Bernd und Fisch för Vier.

## Radio
Brümmer schrieb zahlreiche Liedtexte und Nachdichtungen internationaler Lyrik. Von 1997 bis 2014 gehörte er zum Moderatorenteam der plattdeutschen Hörfunksendung Plappermoehl von NDR1 Radio MV. Dort schreib er über 400 zumeist selbstgelesene Texte für die Sendung Plattdütsch an'n Sünndagg. Er hat für sein Werk als Schriftsteller und Dramaturg mehrere Auszeichnungen erhalten.

## Auszeichnungen
- 1987 Johannes-R.-Becher-Medaille
- 1997 Johannes-Gillhoff-Preis
- 2003 Zonser Hörspielpreis
- 2010 Fritz-Reuter-Literaturpreis

## Theaterstücke - Auswahl
- Paster Düwel - Komödie in vier Akten
- As de Jungfer to'n Kind - Schwank in sechs Bildern
- Dar liggt de Hund bebraben - Lustspiel in vier Akten
- Een Schloss in England - Komödie in vier Akten
- Keen Fall för Oma - Kriminallustspiel in drei Akten
- Revolutschion in Pümpelhagen - Musical in drei Akten
- Nienich wedder riek - Komödie in zwei Akten

## Bücher - Auswahl
- So is dat äben! Zachow, Parchim 2002, ISBN 3-00-010704-5.
- Kiek mal an! - Geschichten ut Plattdutsch an'n Sunndagg. Zachow, Parchim 2005, ISBN 3-9809185-4-8.
- Kiek mal an! - Niege Geschichten ut "Plattdütsch an'n Sünndag". Hinstorff, Rostock 2007, ISBN 978-3-356-01219-4.
- Kiek mal an! - De niegsten Geschichten. Hinstorff, Rostock 2008, ISBN 978-3-356-01288-0.
- Kiek mal an! - Noch miehr Geschichten. Hinstorff, Rostock 2010, ISBN 978-3-356-01356-6.
- De platte Wiehnachtsmann. Nordwest Media Verlag, Grevesmühlen 2008, ISBN 978-3-937431-58-1.
- De Mallbüdel. Tennemann Verlag, Schwerin 2008, ISBN 978-3-941452-00-8.
- De Mallbüdel 2. Tennemann Verlag, Schwerin 2009, ISBN 978-3-941452-03-9.
- De Mallbüdel 3. Tennemann Verlag, Schwerin 2010, ISBN 978-3-941452-05-3.
- De Mallbüdel 4. Tennemann Verlag, Schwerin 2011, ISBN 978-3-941452-13-8.
- De Mallbüdel 5. Tennemann Verlag, Schwerin 2013, ISBN 978-3-941452-27-5.
- De Mallbüdel 6. Tennemann Verlag, Schwerin 2014, ISBN 978-3-941452-34-3.
- E-Mail von tauhus. Tennemann Verlag, Schwerin 2015, ISBN   978-3-941452-42-8.
- 100 Lütte Brümmers. Nordwest Media Verlag, Grevesmühlen 2021, ISBN 9783946324447.

## Filmografie
- 1985: Besuch bei van Gogh (Rolle: Sohn Hechte)
- 1991: Heute sterben immer nur die anderen (Rolle: Verwandter)
- 1991: Polizeiruf 110 (Eine Folge, Rolle: Bauer)[5]
- 1999: Dinner up Platt (Drehbuch)[6]